# Hemimorfit
Hemimorfit je cinkov silikatni mineral s kemijsko formulo Zn4Si2O7(OH)2•H2O, ki se je skupaj s smitsonitom od nekdaj  kopal v zgornjih slojih cinkovih in svinčevih rudišč. Za hemimorfit in smitsonit se je dolgo časa domnevalo, da gre za isti mineral, ki so ga imenovali kalamina. V drugi polovici 18. stoletja so ugotovili, da gre za različna minerala, od katerih je eden cinkov karbonat drugi pa silikat.  Silikat (hemimorfit) je redkeši od karbonata (smitsonit).
Ime je dobil po hemimorfnem razvoju njegovih kristalov. Pojav je redek in pomeni, da kristali nimajo prečne ravnine simetrije in središča simetrije in so zgrajeni iz oblik, ki pripadajo samo enemu koncu simetrijske osi. Hemimorfit najpogosteje tvori kristalinične skorje in plasti, lahko pa je tudi masiven, zrnat, zaobljen in grozdičast, koncentrično žarkast, igličast, vlaknat ali stalaktitski. 
Nekateri primerki v kratkovalovni UV svetlobi (253,7 nm)  močno zeleno, v dolgovalovni UV svetlobi pa šibko rožnato fluorescirajo. 

## Nahajališča
Hemimorfit se najpogosteje pojavlja kot oskidacijski produkt zgornjih slojev sfaleritskih rudišč. Spremljajo ga drugi sekundarni minerali, ki tvorijo tako imenovani železov klobuk. Hemimorfit je pomembna cinkova ruda, ker vsebuje do 54,2% cinka. 
Pomembnejša rudišča metamorfita so na belgijsko-nemški meji (Vieille Montagne v  Belgiji  in Aachen v Nemčiji), v gornji Šleziji (Poljska), Pensilvaniji, Missouriju, Montani, Koloradu in Novi Mehiki (ZDA), na več mestih v severni Afriki in drugod. 
V Sloveniji so hemimorfit našli v Mežici.
- Skupek kristalov hemimorfita (Durango, Mehika); velikost: 2,9 × 2,1 × 2,0 cm
- Skorja hemimorfita (provinca Junan, Kitajska); velikost: 9,2 × 4,8 × 3,1 cm